# أنيتا روبرتس
أنيتا باوير روبرتس (بالإنجليزية: Anita Roberts)‏ (3 أبريل 1942- 26 مايو 2006) هي عالمة بيولوجيا جزيئية قدمت ملاحظات رائدة لبروتين تي جي إف-بيتا، الذي يُعد أساسيًا في شفاء الجروح وكسور العظام وله دور مزدوج في منع أو محاكاة السرطانات. تُصنف من بين أكثر خمسين عالم بيولوجيا استشهادًا بأعمالهم في العالم.

## حياتها
وُلدت روبرتس في بيتسبرغ، بنسيلفانيا حيث ترعرعت. في عام 1964، تخرجت بشهادة البكالوريوس في الكيمياء من كلية أوبرلين. نالت درجة الدكتوراه في الكيمياء الحيوية من جامعة ويسكونسن- ماديسون عام 1968، حيث عملت تحت إشراف هيكتور ديلوكا على أيض الرتينويد. عملت كزميلة ما بعد الدكتوراه في جامعة هارفرد وكيميائية في مركز تطبيقات البحث الفضائي وكمحاضرة في الكيمياء في جامعة إنديانا بلومينغتون. انضمت روبرتس إلى معهد السرطان الوطني عام 1976. من عام 1995 حتى عام 2004، شغلت منصب رئيس مختبر تعديل الخلية والتسرطن في المعهد، وأكملت بحثها هناك حتى وفاتها عام 2006.
في بدايات ثمانينيات القرن العشرين، بدأت روبرتس وزملاؤها في معهد السرطان الوطني، وهو جزء من معهد الصحة الوطنية في بيثيسدا بولاية ماريلاند، التجارب على عامل النمو المحول بينا للبروتين، المعروف عامةً بـ تي جي إف- بيتا.
عزلت روبرتس البروتين من أنسجة كلية الأبقار وقارنت نتائجها مع عامل النمو المحول بينا المأخوذة من صفائح دموية بشرية والأنسجة المشيمية. بدأ الباحثون في المعهد بعد ذلك سلسلة من التجارب لتحديد خصائص البروتين. اكتشفوا أنه يساعد في لعب دور رئيسي في الإشارة إلى عوامل النمو الأخرى في الجسم لشفاء الجروح والكسور بسرعة.
اكتُشفت آثار إضافية لعامل النمو المحول بيتا، بما في ذلك تعديل نبضات القلب واستجابة العين للشيخوخة. في بحثها المستمر، وجدت روبرتس وآخرون أن عامل النمو المحول بيتا يمنع نمو بعض السرطانات بينما ينشط نمو في السرطانات المتقدمة، بما في ذلك سرطان الثدي والرئة.
كانت روبرتس رئيسة سابقة لجمعية شفاء الجروح. في عام 2005، انتُخبت لعضوية الأكاديمية الأمريكية للعلوم والفنون.
شُخصت روبرتس بالمرحلة الرابعة من سرطان المعدة في مارس 2004. نالت درج الشرف من مجتمع السرطان عن مدونتها، التي تعرض صراعاتها اليومية مع المرض.

## الجوائز والتشريفات
نالت روبرتس عدة جوائز لمساهماتها في الحقل العلمي. تتضمن هذه الجوائز: جائزة ليوبولد غريفيول عام 2005 وجائزة فاسيب للتميز العلمي عام 2005 وجائزة كومين برينكر للتميز العلمي عام 2005. سُميت سلسلة محاضرات باسمها. منذ عام 2005، أصبحت العالم التاسع والأربعين الأكثر استشهادًا بأعمالهم والثالثة بين العلماء النساء.